# Paesaggio invernale con pattinatori e trappola per uccelli

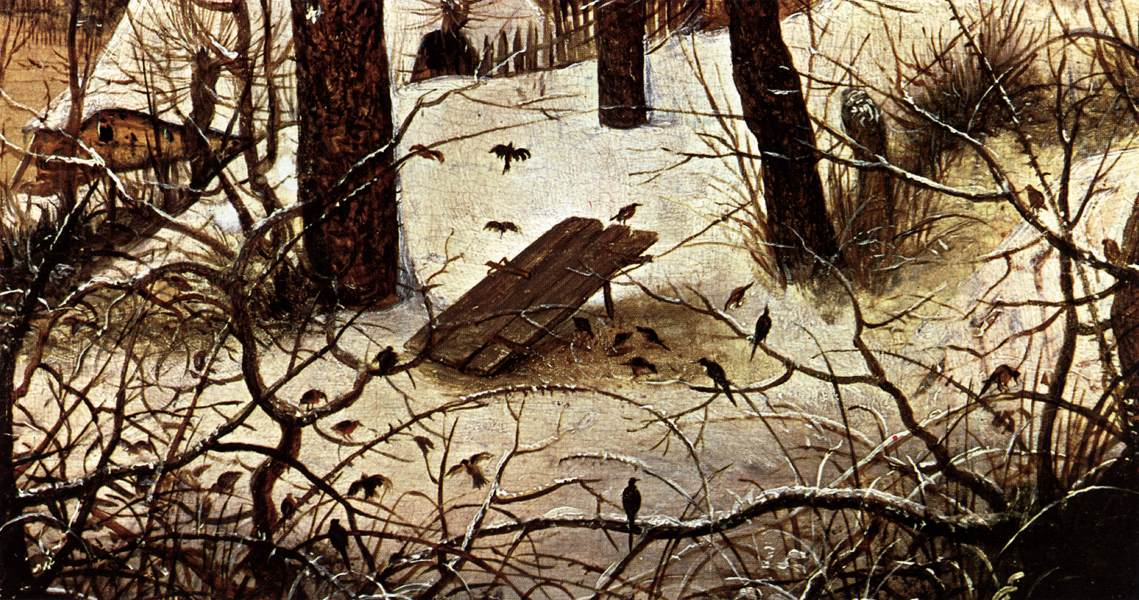
Dettaglio

Il Paesaggio invernale con pattinatori e trappola per uccelli è un dipinto a olio su tavola (38x56 cm) di Pieter Bruegel il Vecchio, datato 1566 e conservato nel Museo reale delle belle arti del Belgio di Bruxelles. È firmato "BRVEGEL.M.D.LXV."

## Storia
L'opera è datata allo stesso anno della serie dei Mesi, ma ha dimensioni molto più ridotte, che ne escludono il farne parte. Il dipinto fece di fatto da prototipo per i paesaggi invernali fiamminghi, replicatissimo in più
La versione di Bruxelles, già nella collezione Delporte, è in genere ritenuta originale, anche se Wied notò l'alta qualità della copia del Kunsthistorisches Museum di Vienna (39x57 cm).

## Descrizione e stile
Un villaggio fiammingo in inverno è avvolto in un'atmosfera nebbiosa e giallastra, in una veduta da un punto di vista rialzato. Vi è descritto uno scorcio di quotidianità in una fredda giornata con al centro gli abitanti del villaggio ritratti mentre si divertono sulla distesa del fiume ghiacciato.
A differenza dei Cacciatori nella neve, in quest'opera l'artista non mise dei protagonisti nella fascia in primo piano, ma inserì i personaggi nel paesaggio, senza farli prevalere.  Un posto di risalto è comunque lasciato a destra dove in mezzo a una radura sta sistemata una rudimentale trappola per uccelli, fatta da un'asse sospesa su un bastoncino legato a una corda e sotto alla quale sono state messe delle esche che i volatili sembrano apprezzare. Tale dettaglio è stato a volte letto come una metafora moraleggiante con la vita umana, che trascorre nell'ignoranza e nella spensieratezza proprio come per gli uccelli.
Grande spazio è riservato nella veduta, che si perde lontanissima fino a un villaggio appena visibile, avvolto dalla foschia.

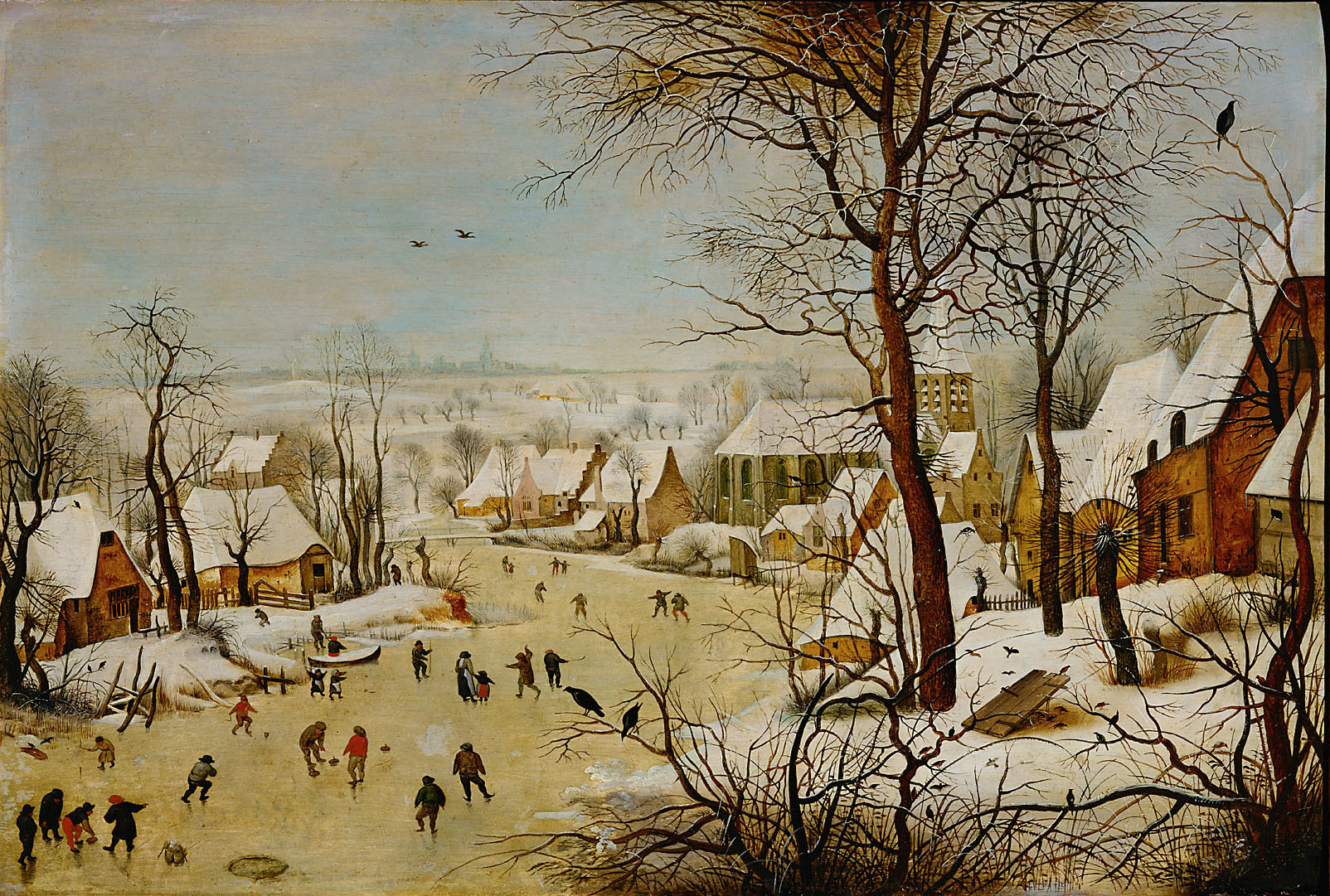
La versione di Vienna